# XXVI Premis Iris
La 26a edició dels Premis Iris, presentats per l'Acadèmia de les Ciències i les Arts de Televisió d'Espanya i que reconeixen l'excel·lència en la televisió espanyola, va tenir lloc al Gran Teatro Caixabank Príncipe Pío de Madrid el 14 de gener de 2025. En el seu discurs la presidenta de l'Acadèmia Maria Casado, va destacar el valor d'aquests premis com un espai on compartir històries i reconèixer el treball conjunt. Hi participaren Sandra Barneda i Xuso Jones.

## Desenvolupament
L'Acadèmia de les Ciències i les Arts de Televisió d'Espanya va anunciar les nomi nacions el 12 de novembre de 2024.

## Nominacions
Els nominats i guanyadors han estat (els guanyadors estan en negreta):
| Millor Actor - Alberto San Juan — Cristóbal Balenciaga (Disney+) - Álex García — El Inmortal (Movistar Plus+) - José Coronado — Entrevías (Telecinco) - Luis Tosar — La ley del mar (La 1) - Miguel Herrán — Los Farad (Prime Video) - Quim Gutiérrez — El cuerpo en llamas (Netflix) | Millor Actriu - Candela Peña — El cas Asunta (Netflix) - Carmen Machi — La Mesías (Movistar Plus+) - Elena Anaya — Las largas sombras (Disney+) - Eva Longoria — Tierra de mujeres (Apple TV+) - Natalia Sánchez — Sueños de libertad (Antena 3) - Vicky Luengo — Reina Roja (Prime Video) |
| Millor producció de ficció - Ramón Campos — El cas Asunta (Netflix) - Albert Bori — Entrevías (Telecinco) - Amaya Muruzábal, Pere Roca, Juan Gómez-Jurado — Reina Roja (Prime Video) - Domingo Corral, Fran Araújo, Susana Herreras, Javier Ambrossi, Javier Calvo — La Mesías (Movistar Plus+) - Jaume Banacolocha, Joan Noguera, Montse García — Sueños de libertad (Antena 3) - Xabi Berzosa, Sofía Fábregas — Cristóbal Balenciaga (Disney+) | Millor producció d’Entreteniment - Corinna Sarsanedas, Anna Camprubí — Tu cara me suena (Antena 3) - Arturo Valls, Jorge Pezzi, José Miguel Contreras, Bruna Hernando — That's My Jam España (Movistar Plus+) - David Cardona, Ángeles Villamarín, Meritxell Struch — Supervivientes (Telecinco) - Javier Tomás, Montxo Cabello, Georgina Rodríguez — Soy Georgina (Netflix) - Jorge Salvador, Jorge Ventosa — El desafío (Antena 3) - Patricia de Orive, Engel Serón, Cristina Benavente — El Grand Prix del verano (La 1) |
| Millor guió (Ficció) - Javier Ambrossi, Javier Calvo — La Mesías (Movistar Plus +) - David Bermejo — Entrevías (Telecinco) - Jon Garaño, Aitor Arregi, José Mari Goenaga, Lourdes Navarro — Cristóbal Balenciaga (Disney+) - Ramón Campos, Gema R. Neira, David Orea, Jon de la Cuesta, Javier Chacártegui — El cas Asunta (Netflix) - Salvador Perpiñá, Amaya Muruzábal — Reina Roja (Prime Video) - Valentina Viso, Dani González — Això no és Suècia (La 2) | |
| Millor guió (Entreteniment) - Javier Valera, Diego Fabiano, Helena Pozuelo, Daniel Álvarez, Elena Beltrán, Javier Díaz-Pines, Xavi Daura, Sandra Flores, Manuel Álvarez, Yunez Chaib, Ignacio Rubin, Miguel Campos — La revuelta (La 1) - Berto Romero, Rafael Barceló, Jùlia Cot — El consultorio de Berto (Movistar Plus+) - David Navas, Eduardo García, Jose A. González, Irene Varela, Yaiza Nuevo, Diego Saucedo, Manuel Gay, Olalla Granja, Carles Sanchez, Jesus Torres, Carlos J. Pérez, David Dato, Mikel Uribe, Iratxe Fernandez, Lucas Fuentes, Alberto Pérez El Intermedio (laSexta) - Javier Pilar y Carlos Soria — El Grand Prix del verano (La 1) - Laura Llopis, Fernando Acevedo, Sergio González, Juan del Val, María Dabán, Daniel Fontecha, Cristina Correa, Julia Alcocer, Juan Ibáñez, Damián Mollá, Jorge Marrón, Alberto Sierra, Jorge López, Juan Herrera, Antonio Tejerina, Miguel Gardeñes — El hormiguero (Antena 3) - Lucía Carrero, Fernando Gamero, Beltrán Parra, Víctor Almazán — Joaquín el Novato (Antena 3) | |
| Millor ficció - El cas Asunta (Netflix) - Cristóbal Balenciaga (Disney+) - Entrevías (Telecinco) - La mesías (Movistar Plus+) - Reina Roja (Prime Video) - 'Sueños de libertad (Antena 3) | Millor espectacle (Documental) - Cómo cazar a un monstruo (Prime Video) - Acoustic Home (S3) (MAX, EITB) - El caso Sancho (MAX) - Esta ambición desmedida (Movistar Plus+) - Lucrecia: un crimen de odio (Disney+) - Una historia de crímenes (Telemadrid, À Punt Media, Prime Video) |
| Millor direcció (programes) - David Broncano, Ricardo Castella, Jorge Ponce — La revuelta (La 1) - Alfons Arús — Aruser@s (laSexta) - Ángel Ludeña — Supervivientes (Telecinco) - Gabriela Ventura — El Grand Prix del verano (La 1) - Javier Coronas — Ilustres ignorantes (S17) (Movistar Plus+) - Pablo Motos, Jorge Salvador — El hormiguero (Antena 3) | Millor direcció (Ficció) - Javier Ambrossi, Javier Calvo — La Mesías (Movistar Plus+) - Carlos Sedes, Jacobo Martínez — El cas Asunta (Netflix) - Iñaki Mercero — Entrevías (Telecinco) - Juana Macías, Polo Menárguez — Las abogadas (La 1) - Koldo Serra — Reina Roja (Prime Video) - Paco Cabezas, Juan Miguel del Castillo — La red púrpura (Atresplayer) |
| Millor presentador (Entreteniment) - David Broncano — La revuelta (La 1) - Carlos Sobera — First Dates (Cuatro) - Chenoa — Operación Triunfo (Prime Video) - Eva González — La Voz (Antena 3) - Pablo Motos — El hormiguero (Antena 3) - Ramón García — El Grand Prix del verano (La 1) | Millor programa (Entreteniment) - La revuelta (La 1) - El hormiguero (Antena 3) - El Grand Prix del verano (La 1) - Ilustres ignorantes (S17) (Movistar Plus+) - Operación Triunfo (Prime Video) - Supervivientes (Telecinco) |
| Millor programa (Disseminació) - La matemática del espejo (La 2) - 100% Únicos (Telecinco, Cuatro) - Control de fronteras: España (DMAX) - Cómo funciona, Madrid (Telemadrid) - Generación porno (Prime Video, TV3, EiTB, and Telemadrid) - Seguridad Vital 5.0 (La 2) | Millor programa (infantil) - La casa de los retos (Boing) - Aprendemos en Clan: La caja (Clan) - Equipo Planeta (CMM) - La pizarra mágica (Canal Málaga TV) - Los argonautas y la moneda de oro (Clan) - Samuel (Clan) |
| Millor programa (notícies) - Antena 3 Noticias (Antena 3 TV) - Aragón Noticias (Aragón TV) - Informativos Telecinco (21:00) (Telecinco) - Informe Semanal: 11M, el fin del silencio (La 1, Canal 24H, RTVE Play) - La Sexta noticias (20:00) (laSexta) - Noticias Cuatro (14:00) (Cuatro) | Millor direcció de càmera - Álvaro Santamarina — La Voz (Antena 3) - Iván Prado, Vicente Peña, Ricardo Díaz — Supervivientes (Telecinco) - Juan Gregorio Rodríguez — El desafío (Antena 3) - Marta Fernández, Lara Vico — Gran Hermano (Telecinco) - Mónica Artigas — Gomaespuma El Reencuentro (Movistar Plus+) - Valerio Boserman — El Grand Prix del verano (La 1) |
| Millor presentador (Notícies) - Carlos Franganillo — Informativos Telecinco (21:00) (Telecinco) - Alba Lago — Noticias Cuatro (14:00) (Cuatro) - Alejandra Herranz por — Telediario 1 (La 1) - Helena Resano — La Sexta noticias (14:00) (laSexta) - José Luis Pérez Gómez — Trece al día (Trece) - Sandra Golpe — Antena 3 Noticias 1 (Antena 3) | Millor programa (magazín) - Todo es mentira (Cuatro) - El día después (Movistar Plus+) - Espejo público (Antena 3) - Y ahora Sonsoles (Antena 3) - Madrid directo (Telemadrid) - TardeAR (Telecinco) |
| Millor presentador (entreteniment) - Silvia Intxaurrondo — La hora de La 1 (La 1) - Ana Rosa Quintana — TardeAR (Telecinco) - Joaquín Prat — Vamos a ver (Telecinco) - Risto Mejide — Todo es mentira (Cuatro) - Sonsoles Ónega — Y ahora Sonsoles (Antena 3) - Susanna Griso — Espejo público (Antena 3) | Millor reporter - Almudena Ariza — Telediario (La 1) - Alejandra Andrade — Fuera de cobertura (Cuatro) - Jalis de la Serna — corresponsal especial (laSexta) - Mónica Marchante — retransmissió de fútbol (Movistar Plus+) - Pilar Cebrián — Antena 3 Noticias (Antena 3) - Vicente Gil (pòstum) — Informe semanal (conflictes d'Ucraïna i Gaza) (La 1) |